# صنایع الکترونیک الرون
صنایع الکترونیک الرون (انگلیسی: Elron Electronic Industries) شرکت الکترونیک و فناوری اطلاعات اسرائیلی است، که در سال ۱۹۶۲ توسط اوزیا گالیل تأسیس شد.